# Fluxapyroxad
Fluxapyroxad ist eine chemische Verbindung aus der Gruppe der Anilide und Pyrazole.

## Eigenschaften
Fluxapyroxad ist ein als Reinstoff weißes, als technisches Produkt beiges Pulver, das praktisch unlöslich in Wasser ist. Es ist stabil gegenüber Photolyse in wässriger Lösung sowie Hydrolyse bei pH-Werten von 4, 5, 7 und 9.

## Verwendung
Fluxapyroxad wird als Fungizid verwendet. Die Wirkung beruht auf der Hemmung der Succinat-Dehydrogenase im Komplex II der mitochondrialen Atmungskette. 

## Zulassung
Fluxapyroxad wurde von BASF entwickelt und in den USA 2012 erstmals zugelassen.
Die EU-Kommission hat die Verwendung des Pflanzenschutzmittel-Wirkstoffs Fluxapyroxad mit Wirkung vom 1. Januar 2013 genehmigt.
In einer Reihe von EU-Staaten, unter anderem in Deutschland und Österreich, sowie in der Schweiz sind Pflanzenschutzmittel mit diesem Wirkstoff gegen verschiedene Pilzkrankheiten bei Getreide zugelassen.

## Rückstände in Lebensmitteln
In der Schweiz gilt für Erdbeeren, essbare Blüten, frische Kräuter sowie Kopfsalate und andere Salatarten (ausgenommen Endivien) ein relativ hoher Rückstandshöchstgehalt von 4 Milligramm Fluxapyroxad pro Kilogramm.